# Йахимилк (царь Тира)
Йахимилк (финик. Yahi-milk, аккад. mIa-ḫi-mil-ki) — возможно, царь Тира приблизительно в 660/640—630-х годах до н. э.

## Биография
Йахимлк, сын Баала I, будучи ещё ребёнком («[он] ещё ни разу не пересекал моря»), после неудачного восстания отца против Асархаддона в 662 году до н. э. вместе с родными и двоюродными сёстрами был отправлен в качестве заложника в Ниневию. Он был вскоре отпущен к отцу, в то время как женщины остались в гареме ассирийского царя.
Возможно, после смерти отца Йахимилк унаследовал власть над Тиром. Однако достоверных подтверждений такого предположения в древних исторических источниках нет. Если он действительно владел тирским престолом, то его правление должно было начаться приблизительно в середине VII века до н. э. Возможно, он получил царский титул после смерти Баала I в период между 660-м и 640-м годом до н. э. включительно. В сообщениях ассирийских анналов о восстании в 644 или 643 году до н. э. в находившихся вблизи Тира городах Ушу и Акко о тирских царях не упоминается. Однако предполагается, что этот мятеж мог быть спровоцирован тирским правителем (возможно, Баалом I или Йахимилком). Мятеж жителей Ушу и Акко был жестоко подавлен ассирийской армией. По повелению царя Ашшурбанапала, лично командовавшего взятием двух городов, многие восставшие финикийцы были казнены, ещё больше переселены в отдалённые области Ассирии. Город Акко был полностью разрушен. Описывая эти события, ассирийские источники упоминают некоего Бел-шадуа, наделяя его титулом «наместник Тира». Возможно, эта персона тождественна Бел-харран-шадуа, градоначальнику Кар-Асархаддона, к владениям которого после мятежа были присоединены усмирённые области.
Неизвестно, долго ли Йахимилк находился на престоле. Возможно, окончание его правления должно датироваться приблизительно 630-м годом до н. э. Следующим достоверно известным царём Тира был Итобаал III, деятельность которого относится к 580-м — 570-м годам до н. э.

## Комментарии
1. ↑  Кар-Асархаддон — город, основанный на месте Сидона после его разрушения по повелению ассирийского царя Асархаддона в 676 году до н. э.[5]